# Cà Giannino
Cà Giannino es una curazia situada en el castello (municipio) de Domagnano (San Marino).